# Maranta hatschbachiana
Maranta hatschbachiana là một loài thực vật có hoa trong họ Marantaceae. Loài này được Yosh.-Arns, Mayo & M.Alves mô tả khoa học đầu tiên năm 2002.